# Nikken Sekkei
Nikken Sekkei (en japonés: 日建設計) es la empresa independiente más importante de arquitectura de Japón. En 2014, es la tercera agencia de arquitectura más grande del mundo por número de arquitectos.
Fundada en 1900 y basada en Tokio tiene cerca de 2000 empleados y ha participado en proyectos en más de cincuenta países, principalmente en Asia (Japón, China, Singapur, Malasia, pero también en los Emiratos Árabes Unidos y en África). La agencia propone también servicios de urbanismo y de ingeniería. Es reconocida por el cuidado a los detalles.
La agencia ha construido numerosos rascacielos (más de un centenar) sobre todo a partir de los años 1990. Nikken Sekkei es la agencia japonesa que ha concebido más rascacielos.
En marzo de 2016, el proyecto de Nikken Sekkei gana el concurso para la renovación del Camp Nou en Barcelona.

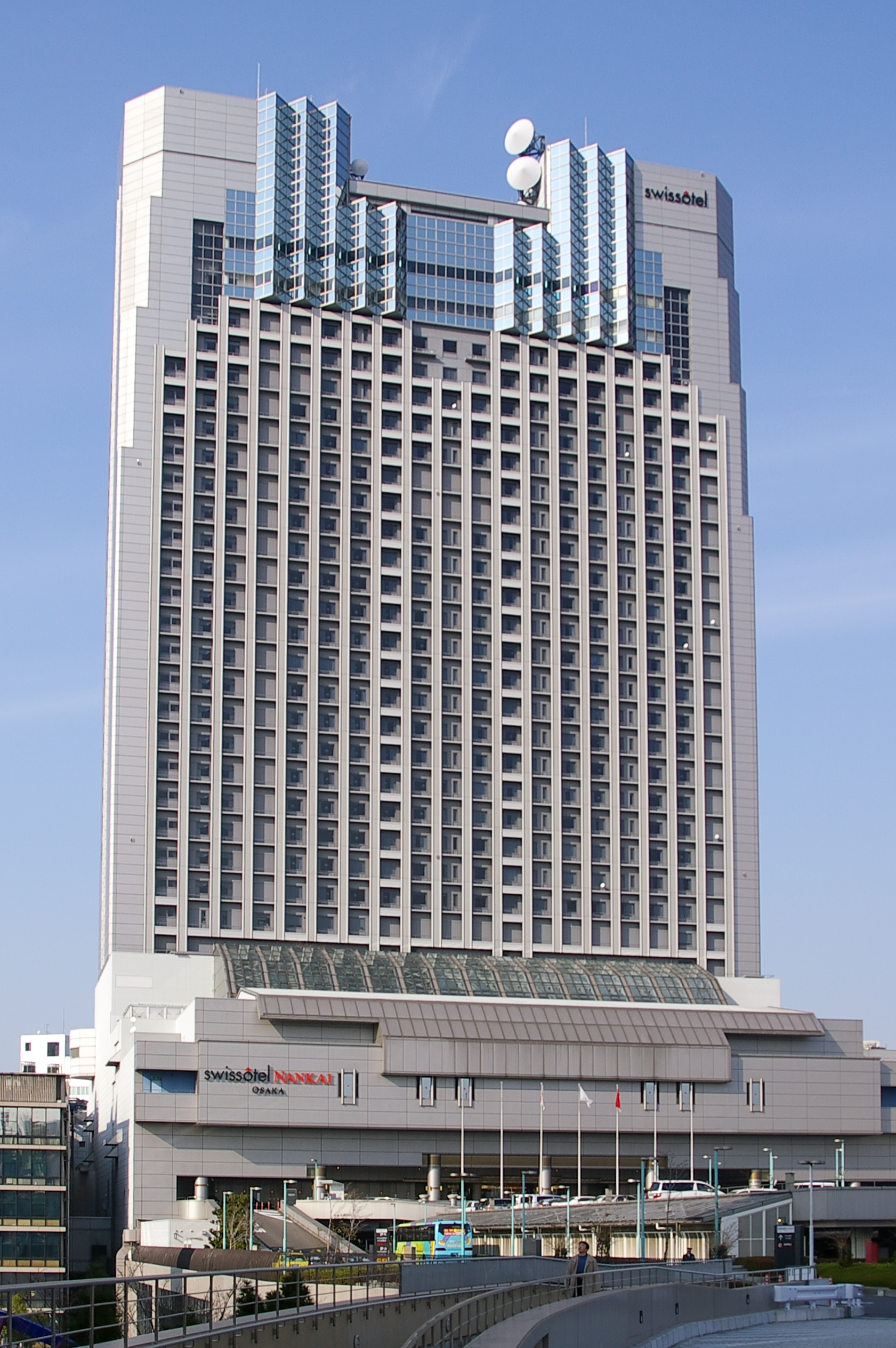
Swissôtel Nankai en Osaka, 1990

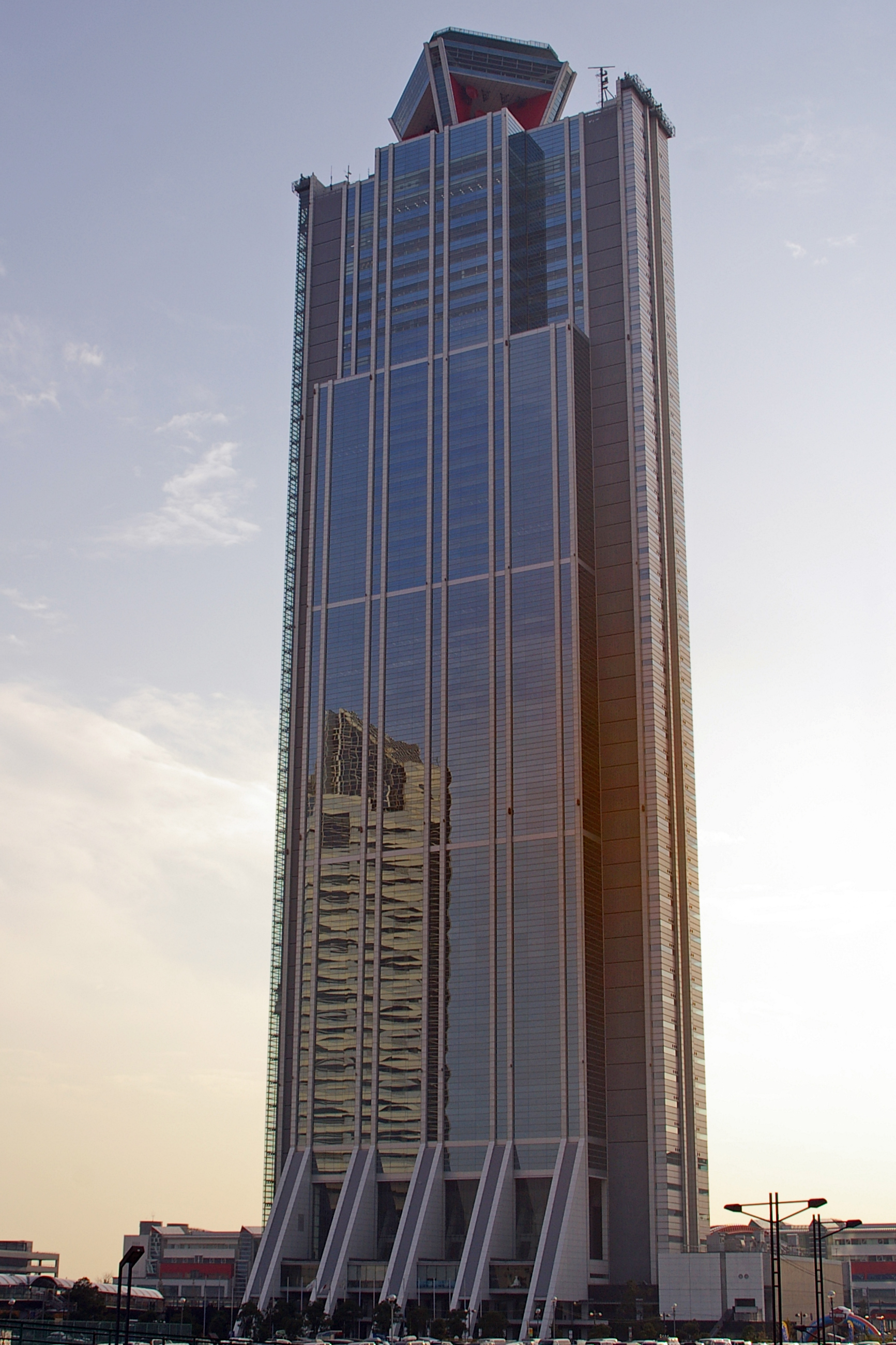
Osaka World Trade Center en Osaka, 1995

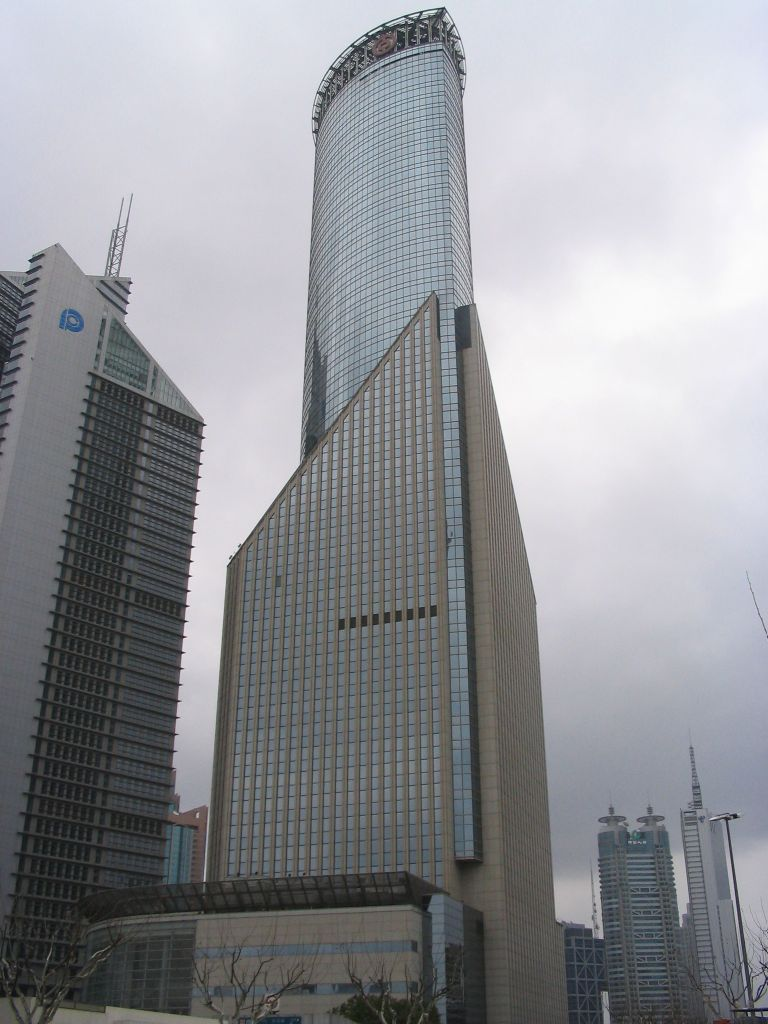
Bank of China Tower (Shanghái), 2000

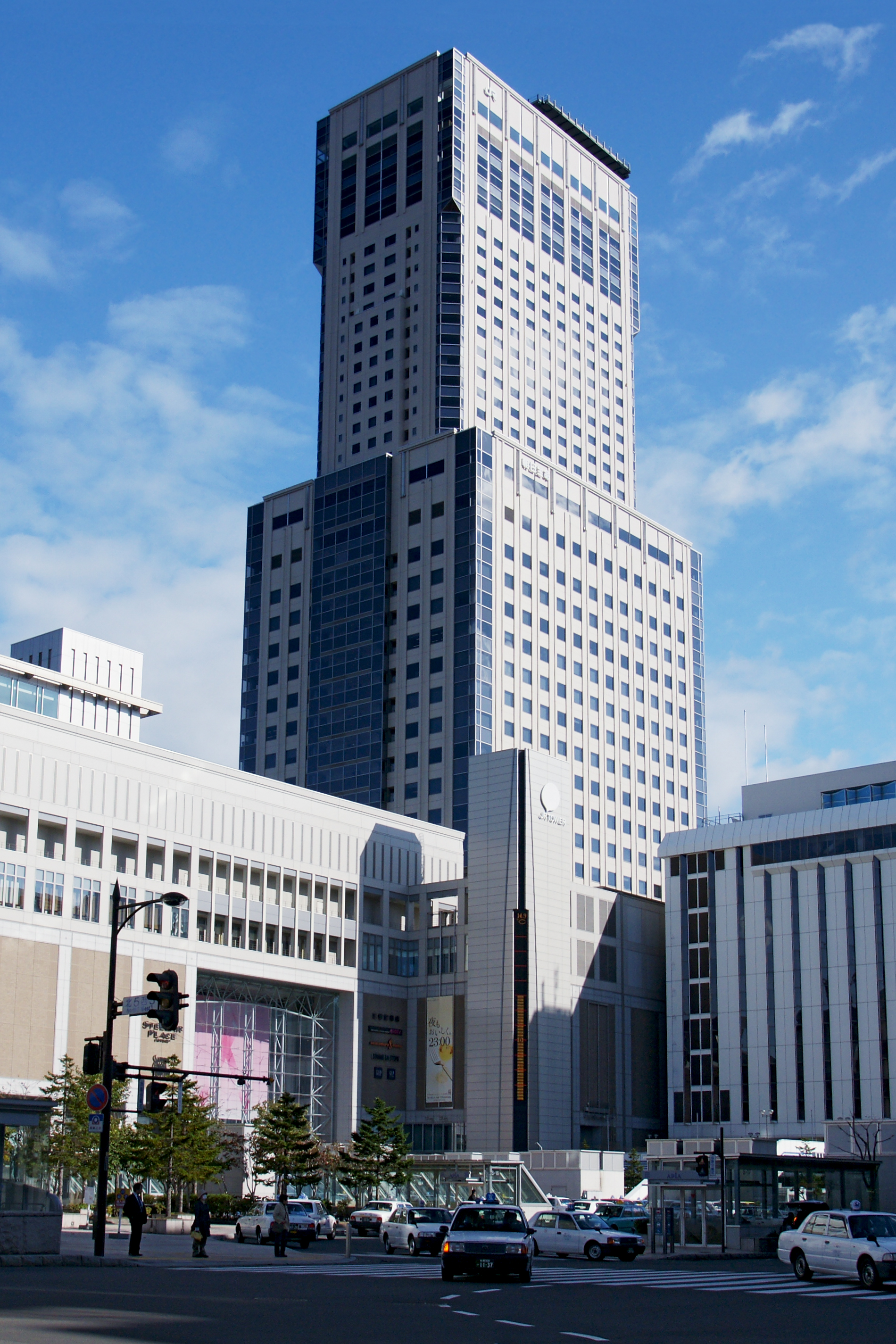
JR Tower en Sapporo

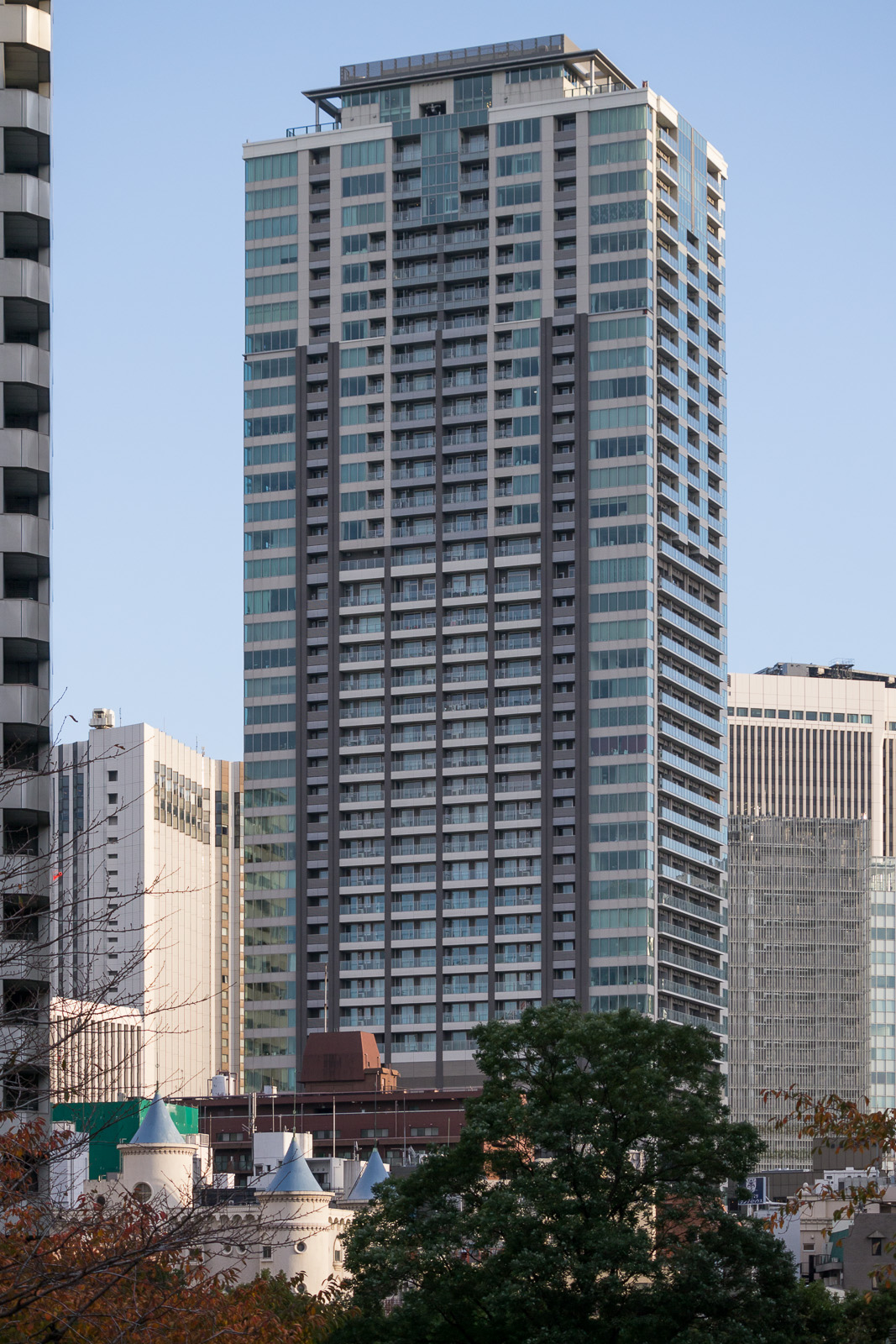
Akasaka Tower Residence en Tokio

## Algunos edificios

### Años 1980
- Kobe Portopia Hotel, Kōbe, 1981
- World Trade Center Seúl, Seúl, Corea del Sur, 1988
- Kobe City Hall, Kōbe, 1989

### Años 1990
- Swissôtel Nankai, Osaka, 1990
- NEC Supertower, Tokio, 1990
- Matsushita IMP Building, Osaka, 1990
- Yokohama Grand Intercontinental Hotel, Yokohama, 1991
- Toyosu Center Building, Tokio, 1992
- Mizuno Crystal Building, Osaka, 1992
- Kobe Harbourland Center, Kobe, 1992
- Sumitomo Chemical Engineering Center Building, Chiba, 1993
- NTT Credo Motomachi Building, Hiroshima, 1993
- Rihga Royal Hotel Kokura, Kitakyushu, 1993
- Bunkyo Civic Center en Tokio, 1994
- Saint Luke's Tower en Tokio, en 1994
- Osaka World Trade Center en Osaka, 1995
- Rinku Gate Tower en Izumisano (cerca de Osaka), 1996
- Pias Tower en Osaka, 1996
- Tomin Tower Shinonome, en Tokio, 1996
- JR East Japan Headquarters en Tokio, 1997
- Odakyu Southern Tower en Tokio, 1998
- Meiji University Liberty Tower, Tokio, 1998
- Canal Town Center, Kobe, 1998
- Nishi Shinjuku Mitsui Building en Tokio, 1999

### Años 2000
- Bank of China Tower (Shanghái), en Shanghái (China),  2000
- Harumi Island Triton Square Tower Y, en Tokio, 2000
- Yasuda Seimei, en Osaka, 2000
- Umeda Dai Building en Osaka, 2000
- TAT Towers en Istanbul (Turquía),  2000
- Shinjuku Oak Tower en Tokio, 2002
- Nittochi Nishi Shinjuku Building, Tokio, 2002
- Namba Park Tower en Osaka, 2003
- JR Tower en Sapporo, 2003
- Garden Air Tower en Tokio, 2003
- City Tower Osaka en Tokio, 2003
- Daido Seimei Kasumigaseki, en Tokio, 2003
- Nihon Seimei Marunouchi en Tokio, 2004
- Kansai Electric Power Building en Osaka, 2004
- Toyosu IHI Building en Tokio, 2006
- Mode Gakuen Spiral, en Nagoya, 2008.
- Akasaka Tower Residence, Tokio, 2008
- City Tower Toyosu The Twin, Tokio, 2009
- Naka-Meguro Atlas Tower, Tokio, 2009
- Ichikawa The Towers West Premium Residence, Ichikawa, 2009
- City Tower Azabu Juban, Tokio, 2009

### Años 2010
- Mitsui Sumitomo Bank Office Building en Tokio, 2010
- Minami Honmachi Garden City en Osaka, 2011
- The Roppongi Tokyo en Tokio, 2011
- Tokyo Skytree en Tokio, 2012
- Grand Front Osaka Tower C Intercontinental Hotel en Osaka, 2013
- Burj Al Alam en Dubái, construcción suspendida.
- Camp Nou en Barcelona, renovación del estadio del FC Barcelona, 2016